# Niszczyciele typu Arquebuse
Niszczyciele typu Arquebuse – seria francuskich niszczycieli z początku XX wieku, będących w służbie podczas I wojny światowej.

## Historia
Niszczyciele typu Arquebuse należały do grupy pierwszych francuskich niszczycieli, tzw. 300-tonowych, stanowiąc ich najliczniejszy typ. Projekt opracowała firma Normand na bazie typu Durandal. Dzięki zwiększeniu ciśnienia pary w kotłach, miały one większą moc i prędkość od poprzedników (typy Durandal i Framée).
Pierwsze 10 niszczycieli zamówiono w ramach programu na 1900 rok i budowę ich rozpoczęto w latach 1900/01, a drugie 10 niszczycieli zamówiono w ramach programu na 1901 rok i budowę ich rozpoczęto w latach 1901/02. Próby przeprowadzano w latach 1902/04. Okręty otrzymały, podobnie jak inne niszczyciele programu 300-tonowego,  nazwy od historycznych broni piechoty: Arbalète (kusza), Arc (łuk), Arquebuse (arkebuz), Baliste (balista), Bombarde (bombarda), Bélier (taran), Carabine (karabinek), Catapulte (katapulta), Dard (strzałka), Épieu (włócznia), Francisque (franciska), Fronde (proca), Harpon (harpun), Javeline (oszczep), Mousquet (muszkiet), Mousqueton (krótki muszkiet), Pistolet (pistolet), Sabre (szabla), Sagaie (assegai, włócznia), Sarbacane (dmuchawka).
4 zbudowano w stoczni w Rochefort, 4 w La Seyne-sur-Mer, 4 w Saint-Nazaire, 2 w Penhoët (Saint-Nazaire), 2 w Bordeaux, 2 w stoczni Schneider, 2 w stoczni Normand w Hawrze.

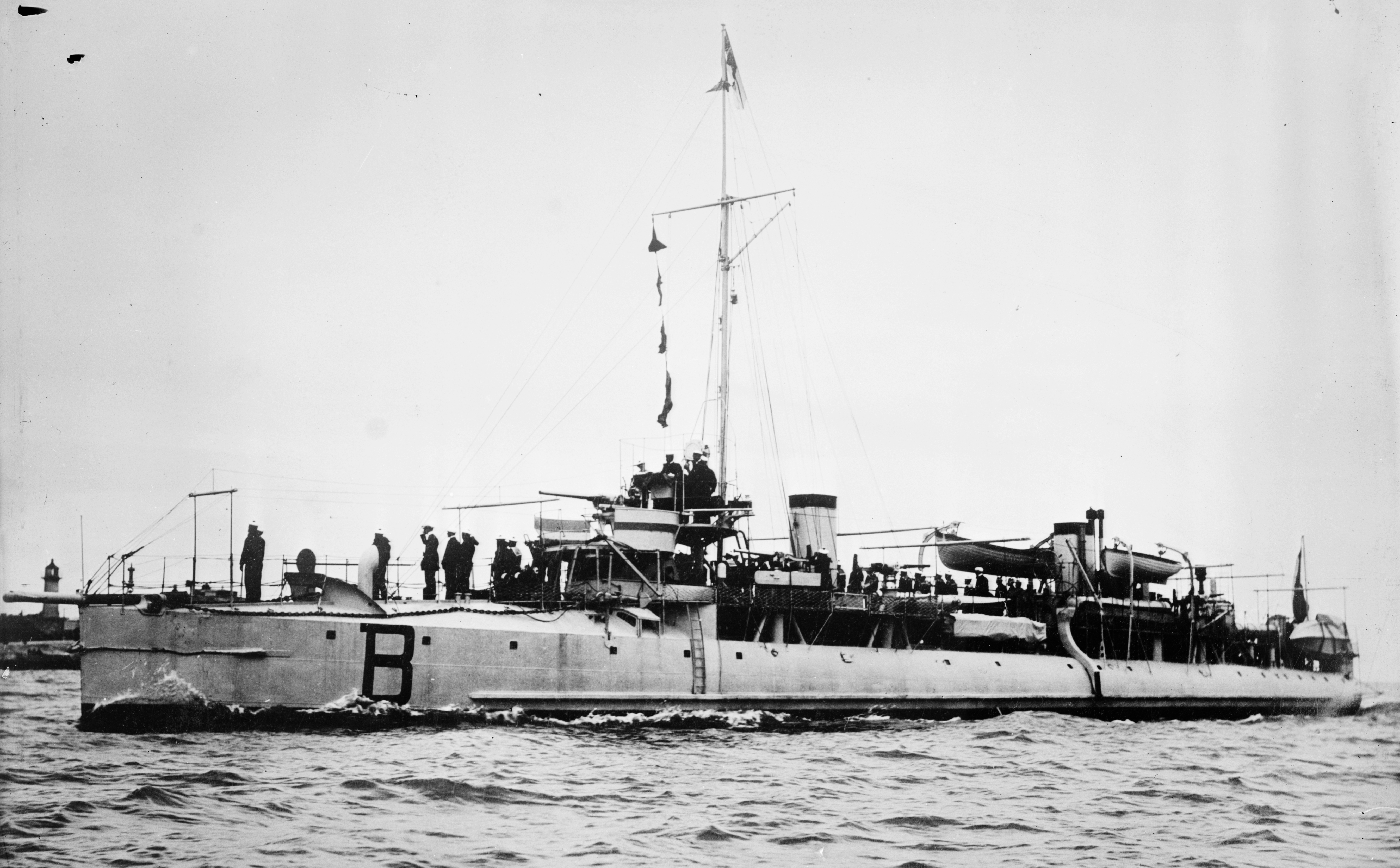
Niszczyciel Bombarde

Okręty miały typowy dla francuskich niszczycieli tego okresu kadłub o zaokrąglonych burtach, przechodzących w pokład górny o zaokrąglonym profilu, nad którym na śródokręciu i rufie na niewielkiej wysokości był zabudowany lekki drewniany pokład dla obsługi uzbrojenia. Pokład dziobowy nie był podniesiony i również był zaokrąglony w przekroju poprzecznym. Ich własności morskie były dobre. Okręty miały dwa kotły parowe w osobnych kotłowniach i dwa szeroko rozstawione kominy. Maszyny parowe znajdowały się w jednym przedziale pomiędzy kotłowniami, rozsunięte na burty. Nietypową cechą francuskich niszczycieli był ster umieszczony przed śrubami. Na dziobie była mała nadbudówka, mieszcząca jedynie niską sterówkę, a za nią była odkryta podwyższona platforma obejmująca odkryty pomost nawigacyjny, z reflektorem. Zapasowe stanowisko dowodzenia było przed drugim kominem. Wyposażenie do walk w nocy stanowił jeden reflektor 40-centymetrowy.
Uzbrojenie artyleryjskie stanowiło działo 65 mm L/50 M1891 umieszczone na platformie na dachu sterówki (było ono w ten sposób dość dobrze chronione od zalewania). Uzupełniało je sześć dział kalibru 47 mm M1885, rozmieszczone po trzy na burtę, z tego dwie pary blisko siebie obok nadbudówki dziobowej i przedniego komina i jedna para za rufowym kominem. Broń podwodną stanowiły dwie pojedyncze obrotowe wyrzutnie torped kalibru 381 mm M1887 na pokładzie, z tego jedna na śródokręciu między kominami i druga na rufie. Wyrzutnie miały po jednej torpedzie zapasowej w pojemnikach na pokładzie.
Podczas wojny, w 1915 dwa rufowe półautomatyczne działka 47 mm zostały przystosowane do ognia przeciwlotniczego. Na części francuskich niszczycieli podczas wojny zamieniono działo 65 mm na 75 mm, a część otrzymała jesienią 1917 miotacze bomb głębinowych Thornycroft zamiast rufowej wyrzutni torped. 
Napęd stanowiły dwie pionowe trzycylindrowe maszyny parowe potrójnego rozprężania, z cylindrami o średnicy 48 cm, 74 cm i 114 cm oraz skoku 58 cm, napędzające dwie śruby. Parę dostarczały kotły o ciśnieniu 18 at produkcji Normanda albo typu du Temple Guyot produkcji A.C. Loire. Moc projektowa wynosiła 6300 indykowanych KM, na próbach niektóre okręty osiągały do 7136 indykowanych KM. Prędkość projektowa wynosiła 28 węzłów, poszczególne okręty na próbach osiągały od 28,8 w do 31,3 w („Arbalete”). Zasięg wynosił 1199 mil morskich przy prędkości ekonomicznej 9,8 węzła na jednym kotle.
Pierwsze niszczyciele typu 300-tonowego odpowiadały standardowi dla tej klasy na świecie, lecz w momencie wejścia do służby typu Arquebuse Brytyjczycy budowali już większe i silniejsze niszczyciele i szybko typ ten stał się przestarzały w obliczu dalszego wzrostu wielkości i uzbrojenia niszczycieli przed I wojną światową. Kolejny typ niszczycieli Claymore był już nieco większy i zamówienie na 5 dalszych niszczycieli typu Arquebuse w stoczni Rochefort zostało zamienione na typ Claymore.

## Okręty

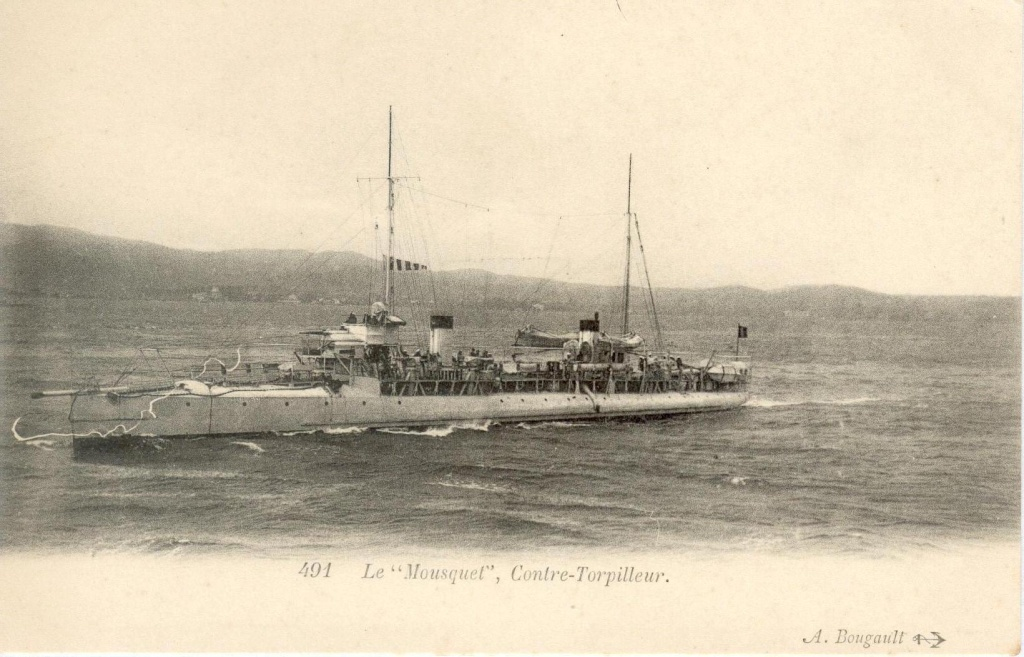
Niszczyciel "Mousquet"

| Nazwa      | Stocznia             | Data wodowania | Los                    |
| ---------- | -------------------- | -------------- | ---------------------- |
| Carabine   | Rochefort            | 21. 07. 1902   | wycofany 8. 1. 1919    |
| Mousquet   | St. Nazaire          | 07. 08. 1902   | zatopiony 28. 10. 1914 |
| Javeline   | St. Nazaire          | 15. 10. 1902   | wycofany 12. 1. 1920   |
| Harpon     | Bordeaux             | 20. 10. 1902   | wycofany 5. 3. 1921    |
| Mousqueton | Schneider            | 04. 11. 1902   | wycofany 10. 05. 1920  |
| Arquebuse  | Normand              | 15. 11. 1902   | wycofany 10. 05. 1920  |
| Sagaie     | La Seyne             | 15. 11. 1902   | wycofany 1. 10. 1920   |
| Fronde     | Bordeaux             | 17. 12. 1902   | wycofany 30. 10. 1919  |
| Epieu      | La Seyne             | 17. 01. 1903   | wycofany 28. 02. 1921  |
| Sarbacane  | Rochefort            | 13. 03. 1903   | wycofany 1. 10. 1920   |
| Catapulte  | La Seyne             | 01. 04. 1903   | zatonął 18. 05. 1918   |
| Arbalète   | Normand              | 28. 04. 1903   | wycofany 21. 06. 1920  |
| Bélier     | St. Nazaire          | 29. 05. 1903   | wycofany 25. 1. 1921   |
| Pistolet   | St. Nazaire          | 29. 05. 1903   | wycofany 19. 9. 1919   |
| Bombarde   | La Seyne             | 26. 06. 1903   | wycofany 10. 05. 1920  |
| Dard       | Penhoët, St. Nazaire | 10. 09. 1903   | wycofany 3. 4. 1919    |
| Baliste    | Penhoët, St. Nazaire | 22. 10. 1903   | wycofany 30. 10. 1919  |
| Arc        | Schneider            | 24. 12. 1903   | wycofany 10. 05. 1920  |
| Francisque | Rochefort            | 02. 03. 1904   | wycofany 4. 4. 1921    |
| Sabre      | Rochefort            | 15. 04. 1904   | wycofany 5. 1. 1921    |

## Służba
Wszystkie niszczyciele typu Arquebuse służyły także podczas I wojny światowej, chociaż były już wtedy przestarzałe i odpowiadały wielkością nowo budowanym torpedowcom. 
Zatopiono tylko "Mousquet" 28 października 1914 - w starciu pod Penangiem z niemieckim krążownikiem "Emden". Ponadto "Catapulte" zatonął 18 maja 1918 na skutek kolizji. Reszta okrętów przetrwała wojnę, po czym została wycofana ze służby w latach 1919-1921.